# The Essential Leonard Cohen
The Essential Leonard Cohen je kompilacijski album kanadskog pjevača Leonarda Cohena koji je 2002. objavila diskografska kuća Columbia Records. Ta kompilacija pokriva razdoblje Cohenove glazbene karijere od 1960-ih do 2002. i u nju su uključene pjesme sa svih Cohenovih studijskih albuma s izuzetkom albuma Death of a Ladies' Man.

## Popis pjesama

### CD 1
| Br. | Skladba                             | Trajanje |
| --- | ----------------------------------- | -------- |
| 1.  | »Suzanne«                           | 3:48     |
| 2.  | »The Stranger Song«                 | 5:00     |
| 3.  | »Sisters of Mercy«                  | 3:34     |
| 4.  | »Hey, That's No Way to Say Goodbye« | 2:54     |
| 5.  | »So Long, Marianne«                 | 5:39     |
| 6.  | »Bird on the Wire«                  | 3:25     |
| 7.  | »The Partisan«                      | 3:25     |
| 8.  | »Famous Blue Raincoat«              | 5:09     |
| 9.  | »Chelsea Hotel #2«                  | 3:06     |
| 10. | »Take This Longing«                 | 4:06     |
| 11. | »Who by Fire«                       | 2:34     |
| 12. | »The Guests«                        | 6:40     |
| 13. | »Hallelujah«                        | 4:38     |
| 14. | »If It Be Your Will«                | 3:42     |
| 15. | »Night Comes On«                    | 4:40     |
| 16. | »I'm Your Man«                      | 4:25     |
| 17. | »Everybody Knows«                   | 5:37     |
| 18. | »Tower of Song«                     | 5:37     |

### CD 2
| Br. | Skladba                              | Trajanje |
| --- | ------------------------------------ | -------- |
| 1.  | »Ain't No Cure for Love«             | 4:49     |
| 2.  | »Take This Waltz«                    | 5:58     |
| 3.  | »First We Take Manhattan«            | 5:50     |
| 4.  | »Dance Me to the End of Love« (live) | 6:04     |
| 5.  | »The Future«                         | 6:40     |
| 6.  | »Democracy«                          | 7:03     |
| 7.  | »Waiting for the Miracle«            | 7:42     |
| 8.  | »Closing Time«                       | 5:57     |
| 9.  | »Anthem«                             | 5:59     |
| 10. | »In My Secret Life«                  | 4:53     |
| 11. | »Alexandra Leaving«                  | 5:22     |
| 12. | »A Thousand Kisses Deep«             | 6:26     |
| 13. | »Love Itself«                        | 5:21     |